# Beit She'an
Beit She'an ([Bēṯ Šəʾān]ⓘ en hebreo: בֵּית שְׁאָן)  es una ciudad del Distrito Norte de Israel. La ciudad moderna de Beit She'an fue fundada en 1949, poco tiempo después de la creación del Estado de Israel. Beit She'an se encuentra a 120 metros debajo del nivel del mar, y a 60 kilómetros al sur de la ciudad de Tiberíades.

## Historia
Los orígenes de la ciudad son muy antiguos. Se considera que está poblada desde fines del Neolítico. La pequeña estela de Beit She'an celebra una victoria de Seti I que venció una tribu asiática, así protegiendo los hebreos que la estela llama los Apirus. La conquista asiria del norte de Israel bajo Tiglatpileser III (732 a. C.) provocó la destrucción de Beit She'an a través del fuego.
Durante el periodo grecorromano la ciudad fue reocupada bajo el nombre de Escitópolis (en griego antiguo, Σκυθόπολις). Posiblemente, se nombró así después de que veteranos mercenarios escitas fueran asentados allí por Ptolomeo II de Egipto.
Un importante hallazgo arqueológico del siglo VI son los vestigios de una sinagoga, conocida como la "Casa de Leontis", parte de cuyos mosaicos se encuentran en el Museo de Israel.